# قايدو دي فاني
قايدو دي فاني (بالإسبانية: Guido Di Vanni) هو لاعب كرة قدم أرجنتيني وباراغواياني في مركز الهجوم، ولد في 11 يونيو 1988 في روساريو في الأرجنتين. لعب مع إنديبنديينتي سانتا في وبانفيلد وخميناسيا خوخوي وسبورتيفو لوكوينو وسسكا صوفيا وفيرو كاريل أويستي ونادي غواراني.

## وصلات خارجية
- قايدو دي فاني على موقع قاعدة بيانات كرة القدم.إي يو (الإنجليزية)
- قايدو دي فاني على موقع Soccerway.com (الإنجليزية)
- قايدو دي فاني على موقع AS.com (الإسبانية)